# Biała (Mazovië)
Biała is een dorp in het Poolse woiwodschap Mazovië, in het district Płocki. De plaats maakt deel uit van de gemeente Stara Biała.